# Jocelin di Glasgow
Jocelin di Glasgow (1130 circa – Melrose, 17 marzo 1199) è stato un abate e vescovo cattolico britannico dell'ordine dei Cistercensi, che divenne abate presso l'abbazia di Melrose prima di diventare vescovo di Glasgow.
Crebbe al servizio dell'abate Valteno di Melrose. Quando divenne abate William, successore di Valteno, Jocelin fu nominato priore finché nel 1170 egli stesso non divenne abate, carica che mantenne per quattro anni. Fu grazie a Jocelin che Valteno riuscì ad assurgere agli onori degli altari supportato in questo da Enguerrand (morto 1174), vescovo di Glasgow. Le connessioni politiche che Jocelin intratteneva con la città scozzese erano già sviluppate quando Enguerrand morì ed egli venne quindi eletto in sua vece, in qualità di vescovo divenne anche un ufficiale regio e in queste vesti fece diversi viaggi officiando per altro il matrimonio di Guglielmo I di Scozia con Ermengarda de Beaumont e più tardi battezzò il loro figlio Alessandro

## Il giovane abate
Jocelin e la sua famiglia dovevano essere originari del sud-est della Scozia, né il nome di suo padre e nemmeno quello della madre sono giunti fino a noi, ma si sa che aveva due fratelli i cui nomi erano Helia ed Harry e una cugina anch'essa di nome Helia. I loro nomi suggeriscono che la famiglia avesse un'origine francese o quanto meno anglo-normanna piuttosto che scozzese o anglosassone.
Vi è motivo di credere che la famiglia avesse delle proprietà nel Lanarkshire Meridionale perché pare che avessero dei diritti sopra la chiesa del villaggio di Dunsyre. È improbabile che Jocelin pensasse a sé stesso come a uno "scozzese" o un "inglese" inteso come appartenente a quella nazione, quanto piuttosto all'essere inglese per linguaggio giacché gli scozzesi a quel tempo parlavano essenzialmente il gaelico anche se gli scozzesi che parlavano lo scozzese erano in aumento. Per i contemporanei di Jocelin e per i suoi conterranei degli Scottish Borders come Adamo Scoto quelle terre erano ancora considerate come terra anglorum, terra degli inglesi, benché inserite nel regnum Scotorum, regno degli Scoti. Tuttavia per Jocelin tutte queste distinzioni non furono un problema, anzi il suo retroterra culturale di origine anglo-francese fu quasi sicuramente necessario perché ottenesse la benevolenza del re di Scozia. Come scrisse Walter di Coventry (Floruit 1290) dell'era di Guglielmo I di Scozia i moderni re di Scozia considerano sé stessi come francesi, per la stirpe, le maniere e la cultura, presso la loro corte tengono solo uomini francesi e hanno ridotto gli scozzesi al rango di servi.
Come per molti altri uomini nati in quel tempo l'anno di nascita preciso di Jocelin è ormai perso, tuttavia si sa che egli entrò come novizio presso l'Abbazia di Melrose ai tempi di Valteno di Melrose (quindi fra il 1148 e il 1159) e dalla documentazione emerge come sia probabile che egli sia andato all'abbazia circa 50 anni prima della morte avvenuta nel 1199. Le regole dell'Ordine cistercense prevedono che il noviziato inizi non dopo il compimento dei quindici anni è quindi possibile che egli sia nato nel 1134 o comunque nell'arco di quel decennio.
Dei suoi primi anni dentro e fuori l'abbazia non si conosce molto, egli di certo concluse con successo il suo primo anno di noviziato, quello che conduce all'essere giudicati o meno idonei per proseguire il cammino monastico, e si sa che Valteno aveva una buona opinione di lui e gli affidò diverse responsabilità.
Dopo la morte di Valteno gli successe l'abate William che si premurò di scoraggiare le voci della santità del suo predecessore che si andavano rapidamente diffondendo, anzi egli si premurò di proteggere i propri monaci dall'intrusività degli aspiranti pellegrini.
William non fu evidentemente in grado di trarre il meglio dall'emergente culto di Valteno e le sue azioni gli alienarono le simpatie dei confratelli tanto che lasciò l'abbazia nell'aprile del 1170.
A quel tempo Jocelin era priore presso l'abbazia e venne quindi scelto per divenire abate in quello stesso anno.

## Il culto di Valteno
Jocelin venne formalmente investito della carica il 22 aprile 1170 e a differenza del suo predecessore egli abbracciò il culto di Valteno senza esitare.
Nella Cronaca di Melrose si legge: «La tomba del nostro pio padre, l'abate Valteno, secondo abate dell'abbazia, venne aperta da Enguerrand, vescovo di Glasgow e da quattro abati chiamati a questo scopo. Il suo corpo venne trovato intatto così come i suoi vestiti, era il dodicesimo anno dopo la sua morte. E dopo la celebrazione di una messa lo stesso vescovo e gli abati il cui numero è stato sopra menzionato posero sopra i resti del suo santo corpo una nuova pietra fatta di marmo lucido. V'era una grande contentezza, quelli che erano presenti esclamarono insieme che egli era un vero uomo di Dio».
Promuovere i santi fu una cosa che Jocelin rifece a Glasgow quando trasferì il suo entusiasmo alla causa di Mungo di Glasgow e commissionò un'Agiografia del santo che era il più venerato dai celti della diocesi di Glasgow. Non è probabilmente una coincidenza che Jocelyn di Furness (Floruit 1175-1214) fosse lo stesso uomo cui venne commissionata sia la Life of Waltheof e poi la Life of St. Kentigern (vero nome di Mungo).
Questo tipo di patronato letterario cominciò quando Jocelin era abate presso Melrose e alcuni storici ritengono probabile che egli sia stato il primo a commissionare la stesura della Cronaca di Melrose sostenendo che egli commissionò la scrittura degli eventi compresi fra il 731 e il 1170 mettendoli nelle mani di un monaco chiamato Reinald che poi divenne Vescovo di Ross. Questa cronaca è una delle poche esistenti che parlano della Scozia di quel periodo. Altri storici notano come fino alla fine del regno di Guglielmo I essa presentasse un punto di vista fortemente anglo-normanno in assoluta opposizione a quello dei nativi anglo-scozzesi, il che potrebbe riflettere la visione del mondo che lo stesso Jocelin aveva almeno al momento in cui lasciò l'abbazia.
Anche dopo essere stato eletto Vescovo nel 1174 Jocelin continuò a esercitare una certa influenza sul proprio monastero, tanto che da lì portò un monaco e un uomo chiamato Michael che gli fece da Cappellano mentre lui era vescovo. Egli per altro non rinunciò alla carica di abate almeno fino alla sua consacrazione come vescovo nel 1175, in quell'anno egli stesso consacrò un altro abate continuando comunque a passare all'abbazia diverso tempo e durante il proprio vescovado cercò sempre di procuarle protezione e patronati.

## Episcopato

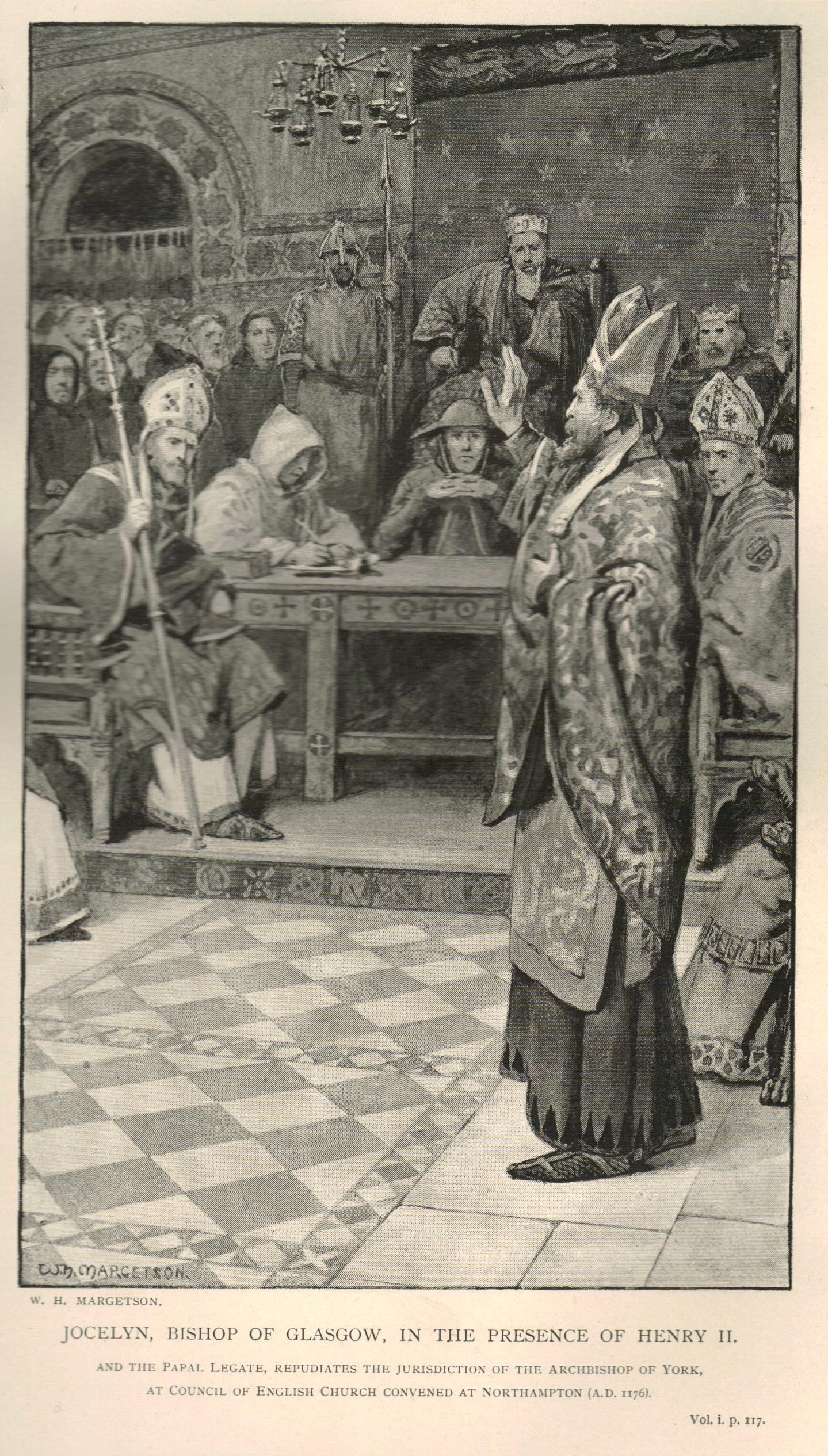
Jocelin alla presenza di Enrico secondo a Northampton

Jocelin venne eletto vescovo il 23 maggio 1174 dopo la morte di Enguerrand e la sua elezione, come molte altre elezioni episcopali di quegli anni, avvenne di fronte a Guglielmo I, presso Perth una delle principali residenze del sovrano. L'elezione avvenne probabilmente a mano dei commissarii il che significava che il Capitolo di Glasgow aveva inviato una piccola delegazione con il potere di eleggere un vescovo.
Papa Alessandro III più tardi disse che Jocelin era stato eletto dal capitolo e dal decano del vescovado, la Cronaca di Melrose scrive che egli venne eletto su richiesta del clero e del popolo e con il consenso del sovrano stesso forse volendo indicare che la decisione era già stata presa dal clero ancora prima dell'elezione formale a Perth.
La sua elezione fu certamente un buon risultato, i cistercensi erano rari in Gran Bretagna e Jocelin era il secondo del suo ordine ad ottenere un vescovado scozzese, dopo la nomina gli venne chiesto di recarsi in Francia per ottenere il permesso dal capitolo generale del suo ordine presso l'Abbazia di Cîteaux così da rinunciare ad ogni carica relativa all'ordine.
Papa Alessandro III aveva già avallato la sua consacrazione e diede il permesso che essa avvenisse senza che Jocelin dovesse compiere il lungo viaggio verso Roma, alla fine egli venne consacrato formalmente presso l'Abbazia di Clairvaux il 15 marzo 1175 dal Legato pontificio Eskil di Lund, Vescovo di Lund. Jocelin fece quindi ritorno in Scozia il 10 aprile e il mese successivo consacrò come abate presso Melrose un frate a nome Lawrence.
Presto egli dovette fronteggiare delle sfide per assicurasi l'indipendenza della sua chiesa, tale sfida giaceva nella chiesa d'Inghilterra e, benché fosse rimasta dormiente per anni, ora tornava ad affacciarsi. Tale ragione si poteva trovare nel fatto che nell'estate del 1174 Guglielmo aveva invaso l'Inghilterra del nord e il 13 luglio mentre assediava Alnwick venne preso in ostaggio dagli inglesi. La sua cattura condusse a una rivolta capeggiata da Gille Brigte di Galloway e lo seguirono molti dei sudditi scontenti di William che selvaggiamente massacrarono i loro vicini inglesi e francesi e perpetrarono una delle più vili persecuzioni su larga scala degli inglesi in Scozia e nel Galloway. Infatti erano molti i coloni inglesi e francesi che avevano costruito castelli e città nei territori gaelici al fine di aumentare l'autorità reale. Peggio di tutto, per Jocelin, fu che l'anno seguente Guglielmo fu costretto da Enrico II d'Inghilterra a firmare il trattato di Falaise secondo il quale il primo diventava vassallo del secondo e sanzionava la subordinazione della chiesa di Scozia a quella inglese.
Jocelin non cedette e non si sottomise ne all'Arcivescovo di York e nemmeno a quello di Canterbury ed ottenne una Bolla pontificia che dichiarava come il vescovado di Glasgow fosse un figlio prediletto del patriarcato di Roma. Per altro Jocelin non sembrò interessarsi molto dell'indipendenza delle altre diocesi, ma fosse per lo più preoccupato di mantenere la propria, il 10 agosto 1175 in ogni caso egli presenziò, con altri magnati scozzesi, alla corte di Enrico per dare la propria obbedienza al re come previsto dal trattato.
Alla corte inglese egli tornò nel gennaio 1176 allorché l'arcivescovo di York si lamentò della sua mancata sottomissione, Jocelin rifiutandosi di farlo tirò fuori la bolla papale che ne dichiarava l'indipendenza e che venne ratificata anche da Papa Lucio III che succedette ad Alessandro III. Jocelin riuscì ad ottenere tale concessione mentre era a Roma fra il 1181 e il 1182, vi si era recato su ordine di Guglielmo insieme agli abati dell'Abbazia di Dunfermline e di Kelso insieme al priore di Inchcolm con l'ordine di raccomandare presso il papa la propria istanza in una questione concernente l'arcivescovado di St Andrews e la sentenza di Scomunica e di Interdetto che era stata emessa ai danni del re e del regno. Tale disputa era nata in merito all'elezione al vescovado di St Andrews di John Scotus (morto 1203) mentre Guglielmo voleva fosse eletto un proprio uomo, Hugo Capellanus (morto 1188). La missione ebbe successo, il papa sospese l'interdetto, assolse il re e mandò due legati per investigare meglio sulla questione dell'elezione al vescovado. In quell'occasione il papa spedì al sovrano scozzese una Rosa d'oro, un dono di grande valore.
La questione della successione comunque non si risolse per il meglio, nel 1186 su ordine del papa Jocelin insieme agli abati di Melrose, Dunfermline e Newbattle scomunicarono Hugo che si recò a Roma per avere il perdono, egli però morì dopo pochi giorni, nel 1188, risolvendo così la questione in modo definitivo.
Jocelin fu sicuramente una figura molto rispettata in ambito ecclesiastico, il papa lo nominò giudice-delegato del pontefice più volte di qualsiasi altro chierico. In qualità di vescovo ed ex-abate venne spesso chiamato dai monasteri per risolvere diverse dispute come dimostrato dalla sua presenza nei documenti in qualità di testimone nella loro risoluzione come accadde nel caso dell'Abbazia di Arbroath contro il vescovado di St Andrews e quella che coinvolse l'Abbazia di Jedburgh contro l'Abbazia di Dryburgh.
Egli godeva per altro anche del rispetto dei laici, tanto che appare come testimone in 28 documenti regi e 40 non regi incluso quello che venne stilato fra Davide di Scozia, fratello del re, Donnchadh conte di Carrick e Alan fitz Walter.
Jocelin accompagnò il re in Inghilterra nel 1186 ed era con lui a Woodstock quando il 5 settembre di quell'anno si sposò con Ermengarda de Beaumont.
Quando dodici anni dopo nacque il loro erede Alessandro fu Jocelin a battezzarlo.
Nell'aprile 1194 Jocelin tornò ancora in Inghilterra con il re per conoscere Riccardo I d'Inghilterra.
L'intimità che egli seppe avere con il re fu probabilmente la chiave per accedere a tutta la protezione che egli ebbe dal sovrano.
Negli anni trascorsi come vescovo e come abate Jocelin commissionò al proprio omonimo Jocelin di Furness diverse opere fra cui le già citate Cronaca di Melrose e la Life of Waltheof oltre che la Life of St. Kentigern che si rese necessaria giacché dopo il 1159 il papato si arroga tutti i diritti inerenti alla Canonizzazione dei santi. Kentigern, conosciuto dal popolo con il nome di Mungo era tradizionalmente legato al vescovado di Glasgow e il suo status si ricollegava dunque direttamente a quello della città quale centro religioso. Già prima che Jocelin divenisse vescovo esisteva una cattedrale nella città anche se l'idea che si trattasse di una piccola costruzione abitata in gran parte da monaci di origine gaelica è ad oggi tenuta in scarso conto. In ogni caso Jocelin espanse fortemente la chiesa, come riporta la Cronaca di Melrose, nel 1181 furono fatti dei lavori per ampliare l'edificio dedicato a Kentigern. In un anno imprecisato fra il 1189 e il 1195 un grosso incendio danneggiò la cattedrale e Jocelin ordinò che venisse riscostruita, la nuova chiesa, secondo la Cronaca di Melrose, venne dedicata Kentingern il 6 luglio 1197. Benché oggi rimanga poco dell'edificio fatto edificare secondo lo stile dell'Architettura romanica si crede che essa debba qualcosa alla Cattedrale di Lund il cui arcivescovo aveva presenziato alla nomina di Jocelin come vescovo.
Per la città di cui era pastore egli fece anche qualcosa di più laico, in una data compresa fra il 1175 e il 1178 Jocelin ottenne da Guglielmo, per Glasgow, lo status di Royal burgh con un mercato ogni Giovedì e fra il 1189 e il 1195 venne concessa la possibilità di tenere una fiera annuale che ha luogo ancora oggi.
Jocelin morì all'abbazia presso la quale era cresciuto il 17 marzo 1199 e venne sepolto nella chiesa locale.

## Genealogia episcopale
La genealogia episcopale è:
- arcivescovo Eskil
- vescovo Jocelin